# Robert Redfield (Mediziner)

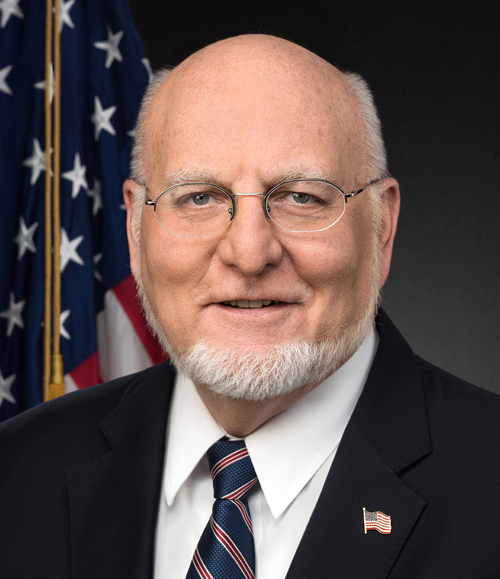
Robert R. Redfield

Robert Ray Redfield jr. (* 10. Juli 1951) ist ein US-amerikanischer Virologe und war der 18. Leiter der Centers for Disease Control and Prevention (CDC) in der Trump-Administration. Er leitete diese Behörde während der COVID-19-Pandemie in den Vereinigten Staaten. Als Wissenschaftler befasste er sich vor allem mit dem HI-Virus und AIDS.

## Leben
Robert R. Redfield wurde als Sohn zweier Mitarbeiter des National Institutes of Health (NIH) geboren. Auch seine spätere Frau kam als Krankenschwester aus dem medizinischen Umfeld, zwei seiner Söhne sollten Ärzte werden.
Redfield studierte Medizin an der Georgetown University. Sein praktisches Jahr absolvierte er am Walter Reed Army Medical Center. Er verblieb als Offizier der US Army dort und betätigte sich als Forscher. Während seines zwanzigjährigen Dienstes als Militärarzt begründete er unter anderem das HIV-Forschungsprogramm der US Army. Er wies als einer der ersten Forscher nach, dass AIDS auch auf heterosexuellem Wege übertragen werden kann. Er sprach sich aber auch 1990 gegen die Ausgabe von Kondomen und sauberen Spritzen als Prävention aus. Wegen einer Studie über einen möglichen Impfstoff kam es zu Beginn der 1990ern zu militärischen Untersuchungen wegen wissenschaftlichem Fehlverhaltens. Die Untersuchungen fanden kein Fehlverhalten, die Studie musste aber wegen Fehlerhaftigkeit zurückgezogen werden. Redfield wurde aber für die Verletzung des militärischen Ehrenkodexes gerügt. Er habe zu enge Kontakte mit der konservativen Organisation Americans for Sound AIDS Policy (ASAP) unterhalten und in nicht angemessener Weise der von dem Evangelikalen Shepherd Smith geleiteten Organisation Daten zukommen lassen. Redfield war mit seiner Assistentin Deborah Birx zu dem Zeitpunkt auch im Beratergremium von ASAP.
Nach dem Ausscheiden aus dem Militärdienst begründete Robert R. Redfield 1996 zusammen mit Robert Gallo das Institute for Human Virology an der University of Maryland, Baltimore. Hier befasste er sich mit der Behandlung von HIV-Patienten und Drogenabhängigen im Großraum von Baltimore, aber auch der Bekämpfung von AIDS in Afrika. Er diente außerdem von 2002 bis 2006 während der Präsidentschaft von George W. Bush in zwei Beratungskomitees des NIH, als Alex Azar zeitgleich Berater und später Staatssekretär (deputy secretary)  im Department of Health and Human Services war.
Redfield wurde im März 2018 zum Direktor der CDC ernannt. Er ersetzte Anne Schuchat, die diese Behörde ab Januar 2018 vorübergehend kommissarisch geführt hatte und  ihrerseits Brenda Fitzgerald ersetzt hatte. Fitzgerald hatte zurücktreten müssen, nachdem Interessenkonflikte bekannt wurden. Seine Ernennung war nicht unumstritten, so wurde ihm wissenschaftliches Fehlverhalten und Methoden der HIV-Behandlung entgegen der vorherrschenden Lehrmeinung nachgesagt. Die Ernennung wurde aber durch Evangelikale wie Shepherd Smith unterstützt.

### COVID-19-Pandemie

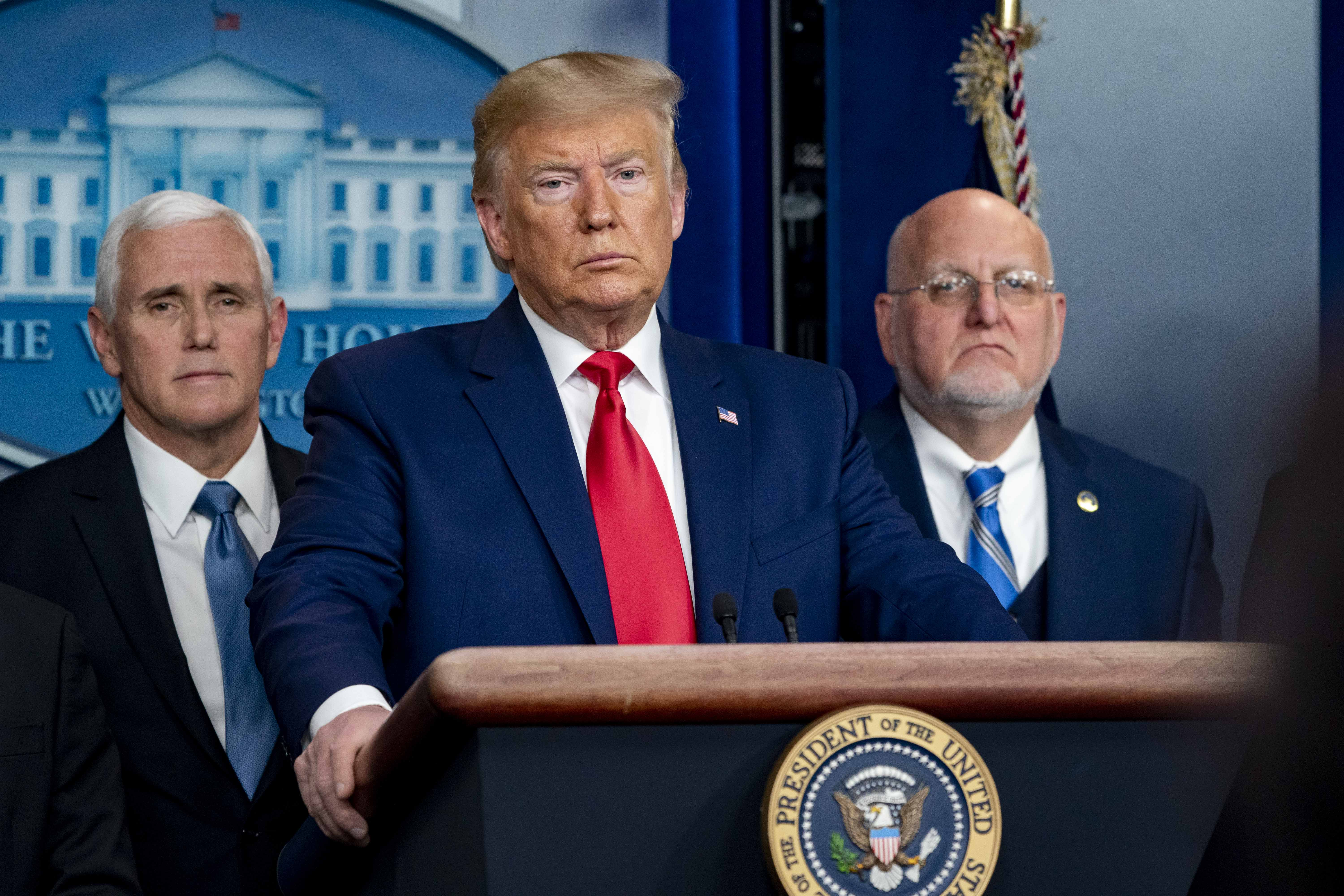
Redfield (rechts) während der Pressekonferenz der COVID-19-Task-Force am 29. Februar.

Als Direktor der CDC setzte er zunächst Programme zur Bekämpfung von HIV und zur Eindämmung von Opioiden durch. In seiner Amtszeit als Leiter der CDC hat die COVID-19-Pandemie in den Vereinigten Staaten begonnen. Redfield geriet relativ früh unter Kritik für die Arbeit der CDC. Ihm wurde vorgeworfen, dass die CDC sich gegen die rechtzeitige Evakuierung der Diamond Princess entschied. Auch Verzögerungen bei SARS-CoV-2-Tests wurden kritisiert. Äußerungen Redfields am 29. Februar und 6. März 2020, das Risiko sei gering und Amerikaner könnten ihr Leben normal weiterführen, wurden rückblickend als irreführend oder falsch kritisiert.
Am 15. Juli 2020 (inzwischen waren 3,4 Millionen Einwohner der USA als SARS-CoV-2-infiziert registriert; allein am 14. Juli wurden über 60.000 Neuinfektionen registriert) äußerte er: „wenn wir alle [Amerikaner] dazu bringen könnten, jetzt Masken zu tragen“, dann könnte die Kontrolle über die Pandemie in ein bis zwei Monaten erlangt sein. Masken seien auch der Schlüssel zur Wieder-Öffnung von Schulen. Mitte September 2020 (inzwischen waren 6,6 Millionen Amerikaner infiziert und fast 200.000 gestorben) bekräftigte er dies und sagte unter Eid vor einem Ausschuss des US-Senats, im November oder Dezember 2020 könne es nur erste – keine flächendeckenden – SARS-CoV-2-Impfungen geben.
2021 kam Redfield nach seiner anfänglichen Analyse der Daten zur Überzeugung, dass die SARS-CoV-2-Infektionen das Ergebnis eines Lecks in einem Labor in Wuhan waren (Lab-Leak-Hypothese). Redfield erklärte, es sei am wahrscheinlichsten, dass das Virus aus einem Labor im chinesischen Wuhan stamme. Andere seien anderer Ansicht. Welche These zutreffe, werde letztlich die Wissenschaft zeigen.
In der politischen Aufarbeitung der Pandemie wurde Redfield am 8. März 2023 im Untersuchungsausschuss des US-Repräsentantenhauses zum Ursprung des Coronavirus angehört; er bekräftigte seine Überzeugung, dass die Pandemie durch ein Leck in einem Labor ausgelöst wurde. Diese Schlussfolgerung basiere nach Redfields Auffassung in erster Linie auf der Biologie des Virus selbst, einschließlich seiner hohen Infektiosität bei der Übertragung von Mensch zu Mensch. Er erklärte, das Virus sei zu gut in der Lage gewesen, sich zwischen den Menschen zu verbreiten, als dass es, so Redfield, das Ergebnis eines natürlichen Übergreifens von Tier auf Mensch sein könne (Zoonose-Hypothese). Redfield sagte aus, dass die Gain-of-function-Forschung an Hochrisikoviren in Wuhan von den NIH, dem Außenministerium, USAID und dem Verteidigungsministerium (DOD) finanziert wurden. Auf die Frage, ob die Gain-of-Function-Forschung jemals eine Pandemie gestoppt habe, sagte er: „Nein, im Gegenteil, ich denke, sie hat wahrscheinlich die größte Pandemie verursacht, die unsere Welt gesehen hat.“ Nach seiner Anhörung stimmte das Repräsentantenhaus einstimmig für einen Gesetzesentwurf, der die Geheimdienste verpflichtet, Informationen über den Ursprung des SARS-CoV-2-Virus freizugeben.